# 卡尼亞斯杜爾塞斯區
10°44′00″N 85°29′00″W / 10.73333°N 85.48333°W
卡尼亞斯杜爾塞斯區（西班牙語：Cañas Dulces District），是哥斯達黎加的行政區，位於該國西北部瓜納卡斯特省，由利韋里亞縣負責管轄，面積244平方公里，2013年人口3,491人，人口密度每平方公里14人。